# Andreas Maxsø
Andreas Maxsø, né le 18 mars 1994 à Hvidovre au Danemark, est un footballeur international danois jouant au poste de défenseur central aux Rapids du Colorado en MLS.

## Biographie

### En club

#### FC Nordsjælland
Né à Hvidovre au Danemark, Andreas Maxsø est formé par le Brøndby IF, qu'il rejoint à l'âge de six ans avant de poursuivre sa formation au FC Nordsjælland à partir de 2010.
Lors de la saison 2015-2016, il inscrit deux buts au sein du championnat danois.

#### Premières expériences à l'étranger
Lors de l'été 2017, Maxsø rejoint la Turquie et le club d'Osmanlıspor.
En juillet 2019, Andreas Maxsø rejoint le KFC Uerdingen 05, club évoluant en troisième division allemande. Il n'y joue que six matchs avant de résilier son contrat et de quitter le club deux mois après son arrivée, pour des raisons personnelles.

#### Brøndby IF
Libre de tout contrat, Maxsø s'engage le 9 septembre 2019 au Brøndby IF pour un contrat courant jusqu'en juin 2023,.
Il est sacré champion du Danemark avec Brøndby à l'issue de la saison 2020-2021. Le club obtenant le onzième titre de son histoire, seize ans après son dernier sacre,,.

#### Rapids du Colorado
En janvier 2023, Andreas Maxsø est transféré aux Rapids du Colorado, franchise de Major League Soccer, où il signe une entente de trois ans avec le statut de joueur désigné.
Maxsø inscrit son premier but pour les Rapids du Colorado le 9 juillet 2023, lors d'une rencontre de MLS face au FC Dallas. Titulaire, il inscrit le but égalisateur de la tête, et son équipe l'emporte par deux buts à un. Sa prestation lui vaut d'être nommé pour la première fois dans l'équipe-type de la journée.

### En sélection
Il participe aux Jeux olympiques d'été de 2016 organisés au Brésil.
Andreas Maxsø honore sa première sélection avec l'équipe nationale du Danemark le 11 novembre 2020, face à la Suède, en match amical. Il entre en jeu à la place de Jens Stryger Larsen et le Danemark s'impose par deux buts à zéro ce jour-là.

## Palmarès

### En club
Brøndby IF
- Champion du Danemark en 2021

 FC Nordsjælland
- Vice-champion du Danemark en 2013